# Niedźwiedź (województwo lubuskie)
Niedźwiedź (niem. Niedewitz) – wieś w Polsce położona w województwie lubuskim, w powiecie świebodzińskim, w gminie Łagów.
W latach 1975–1998 miejscowość położona była w województwie zielonogórskim.

## Zabytki
Do wojewódzkiego rejestru zabytków wpisany jest:
- kościół ewangelicki, obecnie rzymskokatolicki filialny pod wezwaniem Wniebowzięcia NMP, drewniany, z XIX wieku.

## Zawody Drwali
We wsi organizowane są coroczne Zawody Drwali – impreza ta ma charakter międzynarodowy(polsko-niemiecki). Jest to połączony z festynem konkurs pilarzy. Pierwsza edycja miała miejsce w 2001 r. z okazji obchodów 600-lecia miejscowości.
Wiodącym elementem całej imprezy są zawody drwali z udziałem pilarzy reprezentujących poszczególne nadleśnictwa powiatu świebodzińskiego. Wszystkie części składowe tego wydarzenia związane są z tematyką leśną i myśliwską. Głównym celem jaki przyświeca organizatorom przedsięwzięcia jest promocja regionu jako obszaru mocno związanego z naturą oraz przyrodą. Towarzyszyły temu pokazy tresury psów z Brandenburgii, konkurs plastyczny „Las w oczach dziecka”, pokazy rzeźbienia piłami oraz bogate w repertuar występy artystyczne. Podczas imprezy można odwiedzić liczne stoiska promocyjne prezentujące walory turystyczne malowniczych okolic, a także dorobek artystyczny mieszkańców regionu.
Patronatami zawodów są Starostwo Powiatowe w Świebodzinie
Urząd Gminy Łagów, Nadleśnictwo Świebodzin oraz Radio Zachód, Gazeta Lubuska i Miesięcznik Drwal, a pomysłodawcą i głównym organizatorem jest Tomasz Karataj.
Do stałych atrakcji zawodów należą m.in.:
- prezentacja rzeźby artystycznej wykonywanej piłami przez drwali
- konkurs strzelecki
- koncert (gwiazda wieczoru)

Historia imprezy
- 2001 r. – pierwsza edycja
- 18 maja 2002 r. – Felicjan Andrzejczak[6][7]
  - zawody drwali rozegrane pomiędzy reprezentacjami Polski i Niemiec
  - pokaz tresury psów myśliwskich z Brandenburgii
  - konkurs plastyczny pod tytułem "Las w oczach dziecka"
- 24 maja 2003 – Krzysztof K.A.S.A. Kasowski[8][9]
  - mini speedway z Rafałem Kurmańskim[10] i Krzysztofem Stojanowskim
- 2004 r. – Leszcze
- 26 czerwca 2005 r. – Krzysztof K.A.S.A. Kasowski
- 20 maja 2006 r. – Trubadurzy
- 24 czerwca 2007 r. – Nanana[11] (laureaci głównej nagrody w Opolu 2005 r.)[12][13]
  - 3. otwarte mistrzostwa Niedźwiedzia w siłowaniu na rękę
  - 1. otwarte mistrzostwa Niedźwiedzia w zawodach Strongman
  - żonglerka piłkarska – Janusz Chomontek
  - pokaz kulturystyczny – wicemistrz Europy Leszek Klimas
- 29 czerwca 2008 r. – Zbigniew Wodecki[14][15]
- 28 czerwca 2009 r. – Krystyna Prońko[16]
- 27 czerwca 2010 r. – Mieczysław Szcześniak[17]